# Blenina senex
Blenina senex är en fjärilsart som beskrevs av Butler 1878. Blenina senex ingår i släktet Blenina och familjen trågspinnare. Inga underarter finns listade i Catalogue of Life.